# Nötbolandet väst
Nötbolandet väst är en bebyggelse i Örnsköldsviks kommun, Västernorrlands län. SCB avgränsar här väster om småorten Nötbolandet en separat småort från 2023.
Orten ligger vid Nötbolandsfjärden, sydost om Örnsköldsvik i Själevads socken.